# Wilmot (Nou Hampshire)
Wilmot és una població dels Estats Units a l'estat de Nou Hampshire. Segons el cens del 2000 tenia 1.144 habitants.

## Demografia
Segons el cens del 2000, Wilmot tenia 1.144 habitants, 459 habitatges, i 329 famílies. La densitat de població era de 15 habitants per km².
Dels 459 habitatges en un 34,2% hi vivien nens de menys de 18 anys, en un 60,6% hi vivien parelles casades, en un 7,4% dones solteres, i en un 28,3% no eren unitats familiars. En el 22,4% dels habitatges hi vivien persones soles el 7,4% de les quals corresponia a persones de 65 anys o més que vivien soles. El nombre mitjà de persones vivint en cada habitatge era de 2,49 i el nombre mitjà de persones que vivien en cada família era de 2,93.
Per edats la població es repartia de la següent manera: un 26% tenia menys de 18 anys, un 4,4% entre 18 i 24, un 27% entre 25 i 44, un 29,5% de 45 a 60 i un 13,1% 65 anys o més.
L'edat mediana era de 42 anys. Per cada 100 dones de 18 o més anys hi havia 93,4 homes.
La renda mediana per habitatge era de 49.605$ i la renda mediana per família de 57.143$. Els homes tenien una renda mediana de 37.857$ mentre que les dones 30.278$. La renda per capita de la població era de 25.629$. Entorn de l'1,8% de les famílies i el 4,4% de la població estaven per davall del llindar de pobresa.